# Erich Zielke
Erich Zielke (* 10. November 1936; † 18. Juni 2022 in Strausberg) war ein deutscher Judoka und Generalkonsul der DDR.

## Einstieg in den Judosport
Erich Zielke kam Mitte der 1950er Jahre eher zufällig zum Judosport. Nach Abschluss der Oberschule hatte er sich freiwillig zum Wehrdienst in der im Aufbau befindlichen Nationalen Volksarmee (NVA) verpflichtet. Vor einem späteren Studium wollte er zunächst als Längerdienender der NVA beitreten. Während der Grundausbildung erkannten die Ausbilder im Dienstsport sein sportliches Talent, das er insbesondere in der Nahkampfausbildung zeigte. Nachdem er sich bei der Armeespartakiade hervorgetan hatte, überredeten ihn die Vorgesetzten, seine Laufbahnpläne in der NVA zu überdenken und sich den Judoka des ASK Vorwärts Berlin anzuschließen. Der Trainingsstützpunkt der Berliner ASK-Judoka befand sich in Strausberg außerhalb des Kasernengeländes, so dass Zielke zum Judotraining regelmäßig Ausgang erhielt. Diese Sondervergünstigung motiviert ihn, sich auf den Leistungssport einzulassen und näher mit Judo zu befassen. Cheftrainer der ASK-Judoka war der Sportlehrer Willi Lorbeer, der 1956 die Prüfung zum 1. Dan abgelegt hatte und großen Wert darauf legte, aus einer Anzahl talentierter Soldaten eine möglichst erfolgreiche Judomannschaft zu formen. Mit Alfons Neumann (Federgewicht), Helmut Becker und Hans Dietrich Linzen (Weltergewicht) sowie Gerhard Jegust und Herbert Niemann (Halbschwer-/Schwergewicht) trainierten in Strausberg schon einige erfolgversprechende Sportsoldaten. Willi Lorbeer gelang es in kurzer Zeit Zielkes sportlichen Ehrgeiz herauszufordern. Im Mannschaftsgefüge fand Zielke seinen Platz im Mittelgewicht und errang in dieser Gewichtsklasse bei den DDR-Einzelmeisterschaften 1958 und 1959 den 2. Platz. Mit der Mannschaft des ASK Vorwärts Berlin gewann er 1958 die DDR-Vizemeisterschaft und 1959 und 1960 die DDR-Mannschaftsmeisterschaft.

## Mitglied in der DDR-Auswahlmannschaft
Willi Lorbeer erkannte, dass Zielke mit gezieltem Training durchaus über Potential für die Auswahlmannschaft des Deutschen Judo-Verbandes (DJV) verfügte. In der „internationalen Leichtgewichtsklasse“ schien 1959 ein Platz in der DJV-Auswahl noch vakant zu sein, da Henry Hempel vom SC Dynamo Berlin als bisheriger Seriensieger bei DDR-Meisterschaften augenscheinlich seinen Leistungszenit überschritten hatte. Erich Zielke äußerte sich dazu: „Mein Trainer Willi Lorbeer hat mir die Europameisterschaft, und die war in Wien, in Aussicht gestellt – da konnte ich einfach nicht ‚nein’ sagen.“ Mit Unterstützung Lorbeers gelang Zielke 1959 der Wechsel ins Leichtgewicht und die Qualifikation zur Teilnahme an den Judo-Europameisterschaften (EM) in Wien. Dort errang er für den DJV eine Bronzemedaille im Leichtgewicht. Damit ging er 1959 als erster Medaillengewinner der DDR bei Judo-Europameisterschaften der Männer in die Geschichte ein. Vor ihm hatten lediglich Hans Müller-Deck und Robert Schindler internationale Medaillenränge bei Europameisterschaften der Studenten 1958 in Nizza erreicht. Nach der erfolgreichen EM-Teilnahme bewarb sich Erich Zielke beim Vorsitzenden des DJV-Trainerrates Horst Wolf für die Teilnahme an der Prüfung zum 1. Dan, die er Ende Dezember 1959 zusammen mit seinem Mannschaftskameraden Niemann in Leipzig erfolgreich ablegte.
Als vormaliger Mittelgewichtler stieg Zielke 1960 und 1961 vom Leichtgewicht wieder in die höhere Gewichtsklasse auf und erreichte bei den DDR-Einzelmeisterschaften keine Medaillenränge. Bei den Judo-Meisterschaften 1962 in Kamenz kämpfte er im Halbmittelgewicht und errang hinter Burkhardt Daßler vom SC DHfK Leipzig und Joachim Schröder vom SC Dynamo Berlin eine Bronzemedaille. Zur Vorbereitung auf die Judo-Europameisterschaften 1962 in Essen qualifizierte sich Zielke wieder im Leichtgewicht für die DJV-Auswahlmannschaft. Dort erreichte er den EM-Finalkampf, den er gegen den dreimaligen Europameister aus Frankreich, André Bourreau, verlor. Im Januar 1963 legte Erich Zielke vor der Dan-Prüfungskommission die Prüfung zum 2. Dan ab. Danach wurde er in die DJV-Auswahlmannschaft berufen, die für die gesamtdeutsche Mannschaft zu den Olympischen Spielen 1964 Ausscheidungskämpfe gegen westdeutsche Judoka austragen musste. Für die deutschen Judoka gab es zur Olympiade in Tokio je Gewichtsklasse nur einen Startplatz. Zusammen mit Günter Wiesner vom SC Dynamo Berlin nahm Erich Zielke an den Ausscheidungskämpfen um den Startplatz im Leichtgewicht teil, aus denen Matthias Schießleder vom Polizei-Sportverein Essen als Sieger hervorging. Der zweitplatzierte Wiesner wurde als Ersatzmann nominiert. Mit der DDR-Auswahlmannschaft gewann Zielke 1964 den 3. Platz bei der Mannschafts-EM. Danach verabschiedete er sich aus der DJV-Auswahlmannschaft und zog sich vom Hochleistungssport zurück.

## Studium und Arbeit im diplomatischen Dienst
Mit der Dienstzeit als Offizier auf Zeit in der NVA beendete Erich Zielke 1965 auch seine sportliche Laufbahn im Armee-Sportclub. Er hatte sich mit Erfolg für ein Studium an der Akademie für Staats- und Rechtswissenschaft der DDR in Potsdam-Babelsberg beworben. Im Institut für Internationale Beziehungen absolvierte er eine staatswissenschaftliche Ausbildung, die Voraussetzung für die Aufnahme in den diplomatischen Dienst des DDR-Außenministeriums war. Zum Studium gehörte auch ein längerer Studienaufenthalt in der Sowjetunion, wo Erich Zielke am Moskauer Institut für Internationale Beziehungen auf die Auslandstätigkeit als DDR-Diplomat vorbereitet wurde. Nach Abschluss des Studiums wurde er Mitarbeiter im Außenministerium und ab 1974 in den auswärtigen Dienst übernommen. Im diplomatischen Dienst des Außenministeriums arbeitete er 16 Jahre lang in verschiedenen Funktionen im Ausland, vor allem in Südosteuropa und Indochina. „Höhepunkt seiner außenpolitischen Tätigkeit waren die letzten Jahre bis 1991, als er als Generalkonsul in Vietnam tätig war und in Saigon lebte.“ Mit der Wiedervereinigung der beiden deutschen Staaten und der Abwicklung des diplomatischen Dienstes der DDR musste Erich Zielke 1991 seine Auslandstätigkeit beenden. Er kehrte nach Strausberg zurück und wurde wie die meisten DDR-Diplomaten in die Arbeitslosigkeit entlassen.

## Tätigkeit als Unternehmer
Während der Auslandstätigkeit hatte Erich Zielke mit großem Interesse die Entwicklung der Kommunikations-, Büro- und Computertechnik verfolgt. Ihm war dabei klar geworden, dass auf diesen Gebieten ein zunehmender Bedarf nach Beratungs- und Serviceangeboten bestand. Kleinere Unternehmen und auch private Haushalte benötigten Dienstleistungen in der Computer- und Kopiertechnik, mit denen er sich aus seiner Zeit in Indochina schon gut auskannte. 1992 eröffnete Erich Zielke in Strausberg ein eigenes Geschäft für Kopier- und Druckertechnik. Das Unternehmen führte er erfolgreich mehr als zehn Jahre lang, bevor er im Alter von 66 Jahren in den Ruhestand ging.
Erich Zielke verstarb am 18. Juni 2022 in Strausberg.

## Erfolge als aktiver Judoka
- 1958: Vizemeister bei den DDR-Einzelmeisterschaften (Mittelgewicht)
  - Vizemeister bei der DDR-Mannschaftsmeisterschaft
- 1959: Vizemeister bei den DDR-Einzelmeisterschaften (Mittelgewicht)
  - Dritter Platz bei den Europameisterschaften (Leichtgewicht)
  - DDR-Mannschaftsmeister
- 1960: DDR-Mannschaftsmeister
- 1962: Dritter Platz bei den DDR-Einzelmeisterschaften (Halbmittelgewicht)
  - Vizeeuropameister (Leichtgewicht)
- 1964: Dritter Platz bei den Team-Europameisterschaften